# غراي ديفيس
غراي ديفيس (بالإنجليزية: Gray Davis)‏ (و. 1942  م) هو محامي، وسياسي أمريكي، ولد في ذا برونكس، هو عضوٌ في الحزب الديمقراطي الأمريكي.

## مناصب
تولى منصب حاكم كاليفورنيا (4 يناير 1999–17 نوفمبر 2003)، ونائب حاكم كاليفورنيا ‏ (2 يناير 1995–4 يناير 1999)، وCalifornia State Controller ‏ (5 يناير 1987–2 يناير 1995)، وعضو جمعية ولاية كاليفورنيا (1982–1986).

## التعليم
تعلم في جامعة ستانفورد، وكلية الحقوق بجامعة كولومبيا.

## جوائز
حصل على جوائز منها:
- ميدالية النجمة البرونزية
- زمالة البيت الأبيض [الإنجليزية]‏
- الدكتوراة الفخرية من جامعة بار إيلان.

## وصلات خارجية
- غراي ديفيس على موقع IMDb (الإنجليزية)
- غراي ديفيس على موقع إن إن دي بي (الإنجليزية)
- غراي ديفيس على موقع قاعدة بيانات الفيلم (الإنجليزية)
- غراي ديفيس في قاعدة بيانات الأفلام على الإنترنت